# إيفيلين ويتكن
إيفيلين م. ويتكن (بالإنجليزية: Evelyn M. Witkin)‏ ـ (ولدت في 9 مارس 1921) هي عالمة وراثة أمريكية. حصلت على قلادة العلوم الوطنية لأبحاثها عن تطفير الحمض النووي الريبوزي منقوص الأكسجين (الدنا) وترميمه، كما تقاسمت جائزة ألبرت لاسكر للأبحاث الطبية الأساسية مع ستيفن إليدج.

## الأبحاث
قضت ويتكن صيف عام 1944 تعمل في مختبر كولد سبرنج هاربور (CSHL). وفي أثناء ذلك استطاعت أن تعزل سلالة متحولة مقاومة للأشعة فوق البنفسجية من بكتيريا الإشريكينية القولونية (E. Coli)، وهي تعد أول مرة تُكتشف فيها الطفرة المسؤولة عن مقاومة البكتيريا للأشعة فوق البنفسجية. ثم عادت ويتكن إلى الـCSHL عام 1945 لاستئناف أبحاثها تحضيرًا لرسالة الدكتوراه، ثم نالت الدرجة عام 1947 وعُينت من قبل معهد كارنيغي لاستكمال أعمالها في الـCSHL حتى عام 1955. وبعدها عملت في المركز الطبي التابع لجامعة ولاية نيويورك في بروكلين حتى عام 1971. ثم عُينت أستاذة العلوم الحيوية في كلية دوجلاس، جامعة روتجرز عام 1971، ولاحقًا صارت أستاذة العلوم الجينية عام 1979، ومن ثم انتقلت إلى معهد واكسمان للأحياء الدقيقة عام 1983.
وبعد إتمامها رسالة الدكتوراه، ركزت أبحاث ويتكن على تولد الطفرات في الحمض النووي، فقد مهدت أعمالها عن تولد الطفرات الطريق أمام أعمالها عن ترميم الحمض النووي. فعن طريق دراسة وتوصيف الأنماط الظاهرية لبكتريا الإي كولاي المتحولة، استطاعت ويتكن بالتعاون مع زميلها ميروسلاف رادمان (والذي كان تلميذًا ما بعد الدكتوراه في هارفارد آنذاك) أن تصف آلية الاستجابة لنداء الاستغاثة من الأشعة فوق البنفسجية وصفًا دقيقًا، وذلك في مطلع السبعينات. ثم استكملت أبحاثها عن آلية الاستجابة لنداء الاستغاثة (SOS response) حتى تقاعدت عام 1991. وكان لهذا الاكتشاف أثرًا بالغًا في مجالها، فهي تعتبر أول مرة توصف فيها استجابة إجهاد منظمة وصفًا دقيقًا.

## التكريمات
وقد رُشحت ويتكن لتكون عضوًا منتخبًا في الأكاديمية القومية للعلوم عام 1977، حيث كانت من بين النساء القلائل اللاتي تم ترشيحهن آنذاك. ثم صارت زميلة للأكاديمية الأمريكية للعلوم والفنون (1978)، وزميلة للجمعية الأمريكية لتقدم العلوم (1980)، وزميلة للأكاديمية الأمريكية لعلم الأحياء الدقيقة. وقد مُنحت وسام توماس هانت مورغان لعام 2000. ولاقت مساهماتها العلمية كذلك تقديرًا واهتمامًا من طرف الحكومة الأمريكية، حيث مُنحت قلادة العلوم الوطنية عام 2002، وذلك من أجل «أبحاثها الرائدة والثاقبة عن آليات تولد الطفرات وآليات إصلاح الحمض النووي، والتي أدت إلى تعزيز فهمنا عن ظواهر مختلفة مثل التطور ونشوء السرطان.»
وفي عام 2015، فازت بجائزة وايلي في العلوم الطبية الحيوية.
ثم فازت بجائزة لاسكر للأبحاث الطبية الأساسية بالتشارك مع ستيفن إليدج، وذلك من أجل «اكتشافاتهم التي تخص عملية ترميم الحمض النووي، وهي آلية ذات أهمية حيوية في الحفاظ على سلامة جينوم كل الكائنات الحية.»
وفي عام 2015 ظهر اسمها على قائمة The Forward 50، وهي قائمة سنوية باسماء 50 شخص يهودي أمريكي «ممن كان لهم أثر عظيم على تاريخ اليهود لهذا العام».

## حياتها الشخصية
تزوجت إيفيلين ويتكن بعالم النفس هيرمان ويتكن، وأنجبت منه ابنين، أحدهما هو جوزيف ويتكن، وهو طبيب طوارئ وأحد مؤسسي فرقة شا نا نا. والآخر هو أندرو ويتكن، عالم حاسوب (ت. 2010). ولديها كذلك أربع أحفاد.